# 폴리폰테스
폴리폰테스(Polyphontes)는 그리스 신화에 나오는 인물이다. 먼저 헤라클레이다이(헤라클레스의 후손들)의 한 사람인 폴리폰테스는 메세네 왕 크레스폰테스의 왕위를 빼앗고 왕비 메로페를 강제로 아내로 삼았다. 크레스폰테스는 서민들을 우선하는 정책을 펴다가 귀족들이 반란을 일으켜 살해되었으며, 폴리폰테스는 반란의 주동자였다. 폴리폰테스는 후환을 없애기 위하여 크레스폰테스의 아들들을 모두 죽이려고 하였으나, 아이피토스만은 외할아버지 킵셀로스가 다스리는 아르카디아로 피신하여 목숨을 건졌다. 성인이 된 아이피토스는 메세네로 잠입하여 자신이 죽었다는 소문을 퍼뜨렸다. 방심한 폴리폰테스는 후환이 모두 사라진 데 대한 감사의 제사를 올리다가 아이피토스에게 살해당하였다.